# 63 Девы
63 Девы (лат. 63 Virginis), HD 116292 — одиночная звезда в созвездии Девы на расстоянии приблизительно 290 световых лет (около 89,1 парсек) от Солнца. Визуальная звёздная величина звезды — +5,354m. Возраст звезды определён как около 760 млн лет.

## Характеристики
63 Девы — оранжевый гигант спектрального класса K0III, или K0. Масса — около 2,789 солнечной, радиус — около 11,121 солнечного, светимость — около 57,1 солнечной. Эффективная температура — около 4853 K.

## Планетная система
В 2019 году учёными, анализирующими данные проектов Hipparcos и Gaia, у звезды обнаружена планета HIP 65301 b.